# Jüdischer Friedhof (Spálené Poříčí)

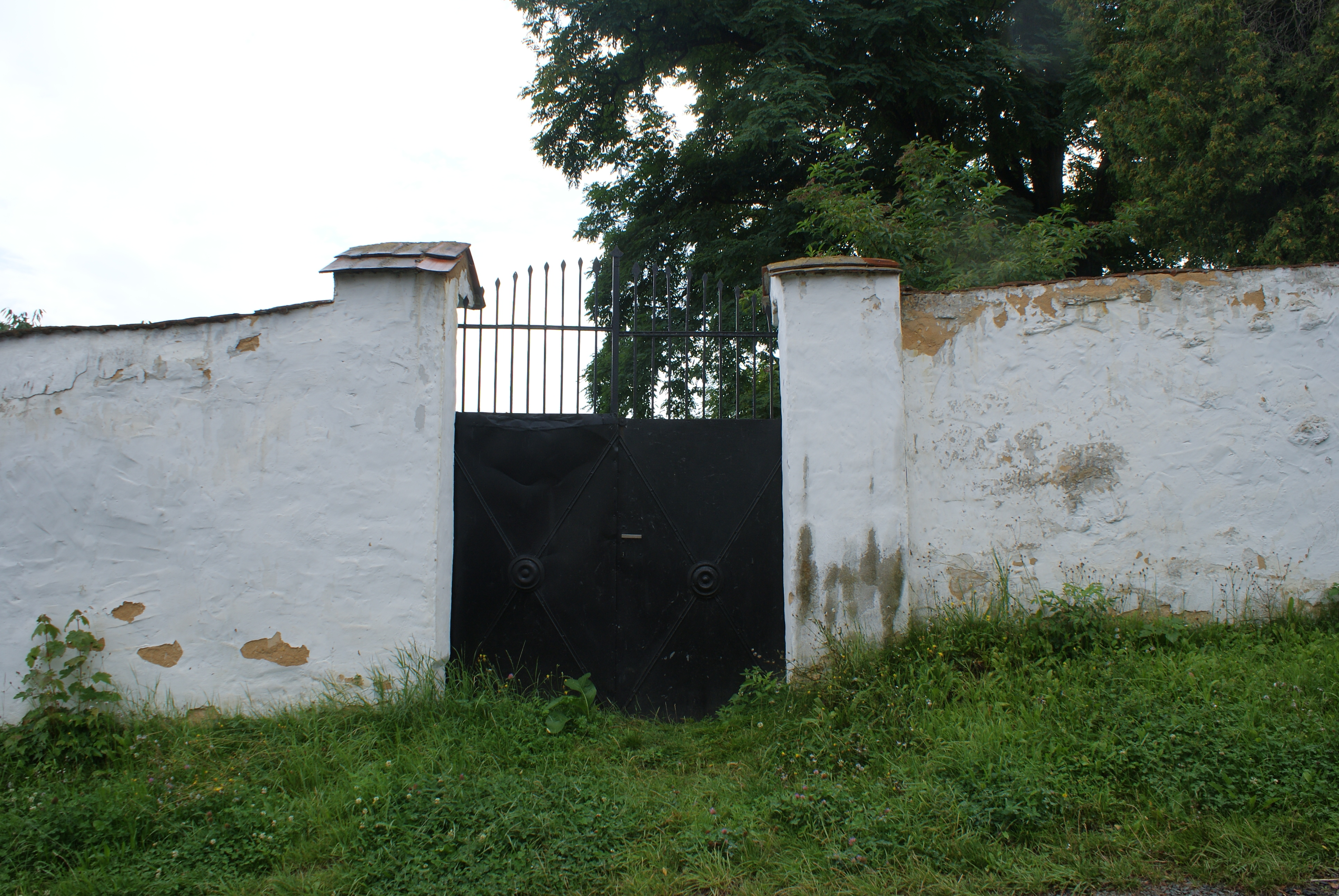
Eingang zum Friedhof

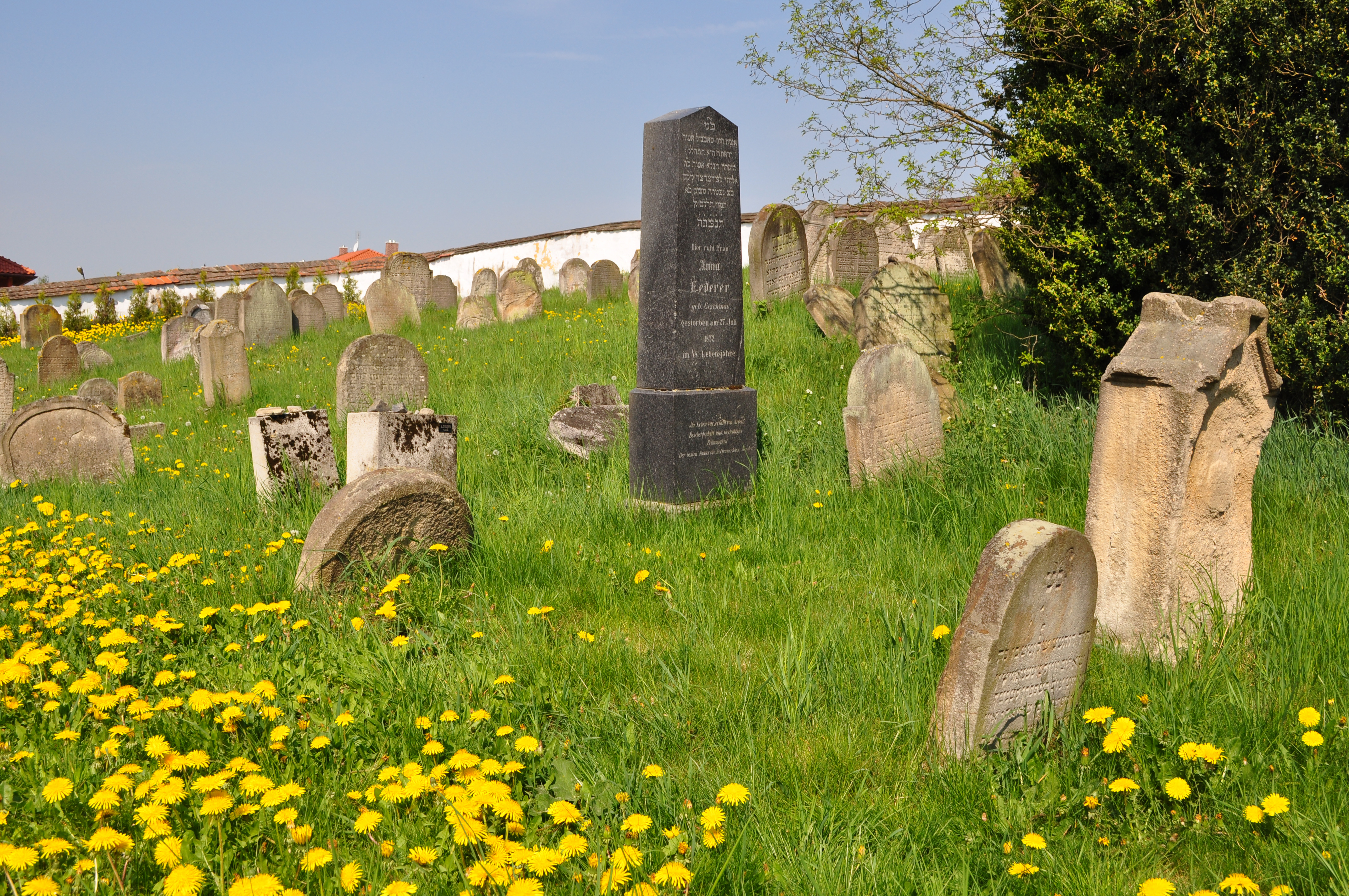
Grabsteine

Der Jüdische Friedhof in Spálené Poříčí (deutsch Brennporitschen), einer Stadt im Okres Plzeň-jih (Bezirk Pilsen-Süd) in Tschechien, wurde wohl Anfang des 17. Jahrhunderts angelegt. Der jüdische Friedhof ist seit 1990 ein geschütztes Kulturdenkmal.